# Kembangan (Kebomas)
Kembangan is een bestuurslaag in het regentschap Gresik van de provincie Oost-Java, Indonesië. Kembangan telt 11.665 inwoners (volkstelling 2010).